# Gioco delle pugna
Il gioco delle Pugna era una competizione ludico-militare, che si svolgeva nella città toscana di Siena nel Medioevo. Nato insieme ai giochi di San Giorgio, fu tuttavia più apprezzato di questi ultimi da parte della popolazione senese.
Il gioco nacque dopo la proibizione del più violento gioco dell'Elmora, nel mese di novembre del 1261 e continuò fino al XVIII secolo, svolgendosi principalmente nel periodo di carnevale.
La competizione consisteva nello scontro fisico dei giovani appartenenti ai tre terzi di Siena (le suddivisioni amministrative e militari della città) nella conca in cui andava formandosi piazza del Campo. I partecipanti dovevano combattere a mani nude, coperti da una sorta di cestelli di vimini. Il vincitore era incoronato di alloro. Il terzo di Città (il più popoloso al tempo) combatteva di norma contro gli altri due (il terzo di San Martino e il terzo di Camollia, di costituzione più recente e perciò meno popolosi). Lo scopo era quello di costringere gli avversari al di fuori dello spazio delimitato.
Pare che subì una crisi nel 1324, perché i partecipanti avrebbero cominciato a tirarsi pietre, passando presto ad armi convenzionali e giungendo a una vera e propria battaglia con forconi e mannaie. Dovettero intervenire il vescovo della città e numerosi religiosi per riuscire a ristabilire l'ordine. Quel giorno Agnolo di Tura riferì che «era tanto rumore nel Campo, che parea andassine il mondo sotto sopra». 